# Hydrangeocola tubifrons
Hydrangeocola tubifrons är en stekelart som först beskrevs av Fischer 1968.  Hydrangeocola tubifrons ingår i släktet Hydrangeocola och familjen bracksteklar. Inga underarter finns listade i Catalogue of Life.